# Som et strejf af en dråbe
"Som et strejf af en dråbe" var Gasolins korteste sang, fraset det 45 sekunder lange lyd-nummer "Aloha" der først blev udsendt på opsamlingspladen Spermix i 1980, og blev brugt som afslutning på DR's ungdomsradioen P4 i P1 fra 1973-1994 og derefter som afslutning på Tine Brylds ungdomsprogram Tværs frem til 2008. Nummeret er et blandt flere vignetter til brug for P4 i P1, der blev indspillet den 29. marts 1973 i Rosenberg Studiet i Københavns Nordvestkvarter og havde sin radiopremiere den 1. april samme år, da P4 i P1 havde sin første udsendelse. Nummeret blev komponeret på klaver  af Kim Larsen, en af de få sange han kunne spille på klaver. Sangen blev først udgivet på compilation-albummet "Skru op" fra 1975, og efterfølgende på flere albums, også i live-versioner; 
‘’ Live i Skandinavien’’ (1978), Rabalderstræde Forever (1991, studieversion), Derudaf Forever (1993) og Det var en torsdag aften (2002).
Tekst
Som et strejf af en dråbe

Fik vi lov til at håbe

På de ting som skal komme

Før end livet er omme.